# کلاوس-میکل کوهنه
کلاوس-میکل کوهنه (انگلیسی: Klaus-Michael Kühne؛ زادهٔ ۲ ژوئن ۱۹۳۷) کارآفرین و سرمایه‌دار اهل آلمان است، که به عنوان مالک و رئیس هیئت مدیره شرکت کوهنه + ناگل فعالیت می‌کند.